# Вірусна культура
Вірусна культура (англ. Viral culture) — спосіб лабораторного виділення вірусів на культурі клітин, лабораторна техніка, при якій матеріал, що містить вірус, розміщують у різних клітинних лініях, які вірус, що тестується, здатний заразити. Якщо клітини виявляють цитопатичні ефекти, тоді культура вважається позитивною.

## Історичні факти
У 1930-х роках розроблені методи культивування вірусів у курячих ембріонах. У 1940-х роках розроблені методи клітинних культур і композиції середовищ. У 1949 році Джону Ендерс і його колеги розмножили поліовірус у клітинах людини, вирощених in vitro. Це призвело до ідентифікації та виділення багатьох вірусів у 1950–1960-х роках. У 1970-х роках вірусологічна діагностика значно розвинулася завдяки появі реагентів високої чистоти та наявності готових клітинних ліній.

## Цитопатичні ефекти
Це видимі під мікроскопом морфологічні зміни клітин, в тому числі, їх відторгнення від скла, що виникають внаслідок внутрішньоклітинної репродукції вірусів при гострому перебігу вірусного ураження. Характер цих ефектів у різних вірусів неоднаковий. При репродукції таких вірусів як то параміксовіруси чи герпесвіруси спостерігається злиття клітин з утворенням синцитія, тоді як ентеровіруси та реовіруси спричинюють зморщування і деструкцію клітин, а аденовіруси — агрегацію клітин тощо.

## Інші види змін при виявленні вірусів
Окрім вивчення цитопатичних ефектів для ідентифікації вірусів досліджуються вірусні включення, тобто скупчення частинок або окремих компонентів вірусів у цитоплазмі чи ядрі клітин, що виявляються під мікроскопом при спеціальному фарбуванні. Включення розрізняються за величиною, формою, чисельністю. Характерні ядерні включення формуються в клітинах, заражених зокрема вірусами герпесу, аденовірусами, грипу, сказу тощо.
Негативні колонії / бляшки — обмежені ділянки з дегенеративних клітин, які віруси здатні утворювати в шарі клітин під агаровим покриттям. Їх видно неозброєним оком як світлі плями на тлі живих забарвлених нейтральним червоним клітин. Одна негативна колонія відповідає потомству одного віріона. Негативні колонії різних вірусів відрізняються за розміром і формою. Утворення негативних колоній використовують для диференціації, селекції вірусів, а також для визначення їхньої концентрації в досліджуваному матеріалі. Для виявлення цього феномену проводиться зараження на хоріоналантоісну оболонку.
Кольорова проба. Якщо віруси не розмножуються в культурі клітин, то ці живі клітини в процесі свого метаболізму виділяють кислі продукти, що призводить до зміни рН середовища і кольору індикатора фенолового червоного на жовтий. При продукції же вірусів нормальний метаболізм клітин культури порушується, вони гинуть, і середовище зберігає свій первісний (червоний) колір. Таким чином, червоний колір середовища вказує на наявність вірусу і припинення життєдіяльності клітин культури.
Гемадсорбція — здатність культур клітин, інфікованих вірусами, адсорбувати на своїй поверхні еритроцити деяких видів тварин і птахів. Гемадсорбція виявляється скупченням еритроцитів у вигляді грон, що адсорбувалися на інфікованих вірусами клітинах.
Деякі віруси можна виявити в культурі тканин лише за наявності інтерференції. Іспитуваний вірус вводиться в культуру клітин першим, через кілька днів туда вводять стандартну дозу вірусу, що забезпечує виражену цитопатичну активність або здатність спричинити гемадсорбцію. Після визначеного інкубування перевіряється наявність цитопатичних змін або гемадсорбції, що підтвердить наявність вірусу, який є іспитуваним. Відсутність у культурі його свідчить про наявність вірусу, якого шукають.

## Методи ідентифікації вірусів
Види вірусів людини, які можна ідентифікувати за допомогою вірусної культури, включають аденовіруси, цитомегаловіруси, ентеровіруси, вірус простого герпесу, грипу, парагрипу, риновіруси, респіраторно-синцитіальний вірус, віруси вітряної віспи, кору, епідемічного паротиту. Для них остаточним методом ідентифікації є, як правило, імунофлуоресценція, за винятком цитомегаловірусу та риновірусу, ідентифікація яких у вірусній культурі визначається цитопатичними ефектами.
Традиційну вірусну культуру, як правило, заміщає у XXI столітті вірусна культура у флаконах, в якій зразок центрифугується на один шар клітин, а ріст вірусів вимірюється методами виявлення антигенів. Це значно скорочує час виявлення повільно зростаючих вірусів, таких як цитомегаловірус, для якого й був розроблений метод. Крім того, етап центрифугування для флаконної культури з оболонкою підвищує чутливість цього методу, оскільки після центрифугування вірусні частинки зразка знаходяться в безпосередній близькості від клітин культури.
До напівперетравлених культур належать диплоїдні клітини людини. Вони являють собою клітинну систему, що зберігає в процесі 50 пасажів (приблизно до року) диплоїдний набір хромосом. Диплоїдні клітини людини не зазнають злоякісного переродження і цим вигідно відрізняються від пухлинних. Для вирощування вірусів можна використовувати культури тканин будь-якого типу. Доза зараження залежить від мети і призначення дослідження.
Тканинні культури використовуються з метою виділення нових маловивчених вірусів, коли звичайним методом (зараження тварин, курячих ембріонів) неможливо встановити вірусну природу збудника. Вибір клітинних культур визначається їхньою чутливістю до окремих груп вірусів.
Клітини людини та мавп використовуються як у традиційній вірусній культурі, так і в культурі оболонки з флаконів / пробірок.
Залежно від техніки приготування розрізняють три види культур клітин:
- одношарові / моношарові — клітини, що мають здатність прикріплюватися і розмножуватися на поверхні хімічно нейтрального скла лабораторного посуду у вигляді моношару;
- суспензійні — клітини, що розмножуються в усьому обсязі поживного середовища при постійному його перемішуванні;
- органні — використовуються цільні шматочки органів і тканин, що здатні зберегти вихідну структуру поза організмом; застосовуються обмежено.

За кількістю життєздатних генерацій культури клітин поділяються на:
- первинні, що здатні розмножуватися тільки на перших генераціях, тобто в декількох пасажах після виділення з тканин;
- перещеплювані / стабільні, що здатні розмножуватися в лабораторних умовах невизначено тривалий термін за допомогою постійного пассажу;
- напівперетравлені, що мають обмежену тривалість життя (40 — 50 пасажів).

Виготовлення первинної культури клітин складається з декількох послідовних етапів: подрібнення тканини, роз'єднання клітин шляхом трипсинізаціі, відмивання отриманої однорідної суспензії ізольованих клітин від трипсину з наступною суспензією клітин у поживному середовищі. Перещеплювані одношарові культури клітин готуються зі злоякісних чи нормальних клітинних ліній клітин, що мають здатність тривалий час розмножуватися in vitro в певних умовах. До них відносяться злоякісні клітини HeLa, спочатку виділені з карциноми шийки матки, Hep-3 (з лімфоїдної карциноми), а також нормальні клітини амніону людини, нирок мавп тощо.

### Зараження на хоріоналантоїсну оболонку
Перед зараженням яйця просвічують за допомогою овоскопа, карандашом відмічають межу повітряного простору та хоріоналантоїсної оболонки. Поверхню яйця над повітряним простором і в місці зараження протирають спиртом, пропалюють, обробляють розчином йоду і роблять отвір у порожнину повітряного мішка. На місці зараження шкаралупу видаляють так, щоб не пошкодити підшкарлупну оболонку, яку потім проколюють короткою стерильною голкою, щоб не пошкодити хоріоналлантоісну оболонку. Повітря з порожнини повітряного мішка відсмоктують. Вірусний матеріал 0,05 — 0,2 мл наносять на хоріоналантоїсну оболонку туберкуліновим шприцом з короткою голкою або пастерівською піпеткою. Отвір у шкаралупі закривають стерильним покривним склом чи тим же випиляним шматочком шкаралупи й по краях заливають розплавленим парафіном. Заражені ембріони розташовують на підставці горизонтально і інкубують у термостаті. Розтин ембріонів проводиться не раніше 48 годин інкубації. На зараженій оболонці виявляються білуваті непрозорі плями різної форми — бляшки.

### Зараження в алантоісну порожнину
Вірус, введений до алантоісу, розмножується в ендодермальних клітинах, переходячи потім в аллантоісну рідину. Зараження здійснюють наступним способом: у шкаралупі над повітряною камерою вістрям скальпеля або ножиць створюють прокол, після чого через отвір у вертикальному напрямку вводять голку зі шприцом, яка проходить через хоріоналантоїсну оболонку і потрапляє в алантоісну порожнину, матеріал вводиться в обсязі 0,1 мл і отвір заливають парафіном.

### Зараження в жовтковий мішок
З цією метою використовують ембріони 5—10-денного віку. Найбільш споживані два методи зараження. По першому матеріал вводиться через повітряний простір. У центрі яйця роблять отвір, поміщають яйце на підставку, тупим кінцем вправо і через отвір у вертикальному напрямку вводять голку, надіту на шприц, голка проходить через хоріоналантоїсну оболонку, далі — алантоїсну порожнину в жовток. У жовтковий мішок можна ввести від 0,1 до 0,5 мл матеріалу, що містить вірус. Після зараження отвір у шкаралупі заливають парафіном, а ембріон поміщають у термостат. За другим методом на кордоні повітряного простору з того боку, де лежить жовток (боку, протилежного від ембріона), роблять прокол шкаралупи, через який вводиться інфекційний матеріал. Напрямок голки має бути до центру яйця. Індикацію вірусів у курячому ембріоні здійснюють на підставі специфічних уражень оболонок і тіла ембріона (віспини, крововиливи), а також у реакції гемаглютинації (РГА).

### Культивування вірусів в організмі лабораторних тварин
Підбір експериментальних тварин визначається метою роботи і видовою чутливістю до вірусу, який досліджується. Для зараження використовуються мавпи, кролики, морські свинки, хом'яки, білі пацюки і миші. Лабораторних тварин заражають різними способами залежно від тропізму вірусу до певних тканин. Зокрема для культивування нейротропних вірусів зараження проводиться переважно в мозок (віруси сказу, кліщового енцефаліту тощо). Культивування респіраторних вірусів здійснюється інтраназальним інфікуванням тварин (віруси грипу). Найчастіше використовуються нашкірне, внутрішньошкірне, внутрішньом'язове, внутрішньоочеревинне і внутрішньомозкове зараження. При первинному зараженні тварини можуть не захворіти, тому через 5-7 днів зовні здорових тварин умертвляють, а з їхніх органів готують суспензії, якими заражають наступні партії тварин. Ці послідовні зараження називаються пасажами.
Факт розмноження вірусу встановлюється на підставі розвитку типових ознак захворювання, патоморфологічних змін органів і тканин тварин чи позитивної РГА. Вона заснована на можливостях деяких вірусів спричинювати аглютинацію, тобто склеювання, еритроцитів різних тварин, птахів і людини завдяки поверхневому вірусному білку — гемаглютиніну. У XXI столітті використання тварин для культивування вірусів значно зменшено.